# Kirche Schwichtenberg (Borrentin)

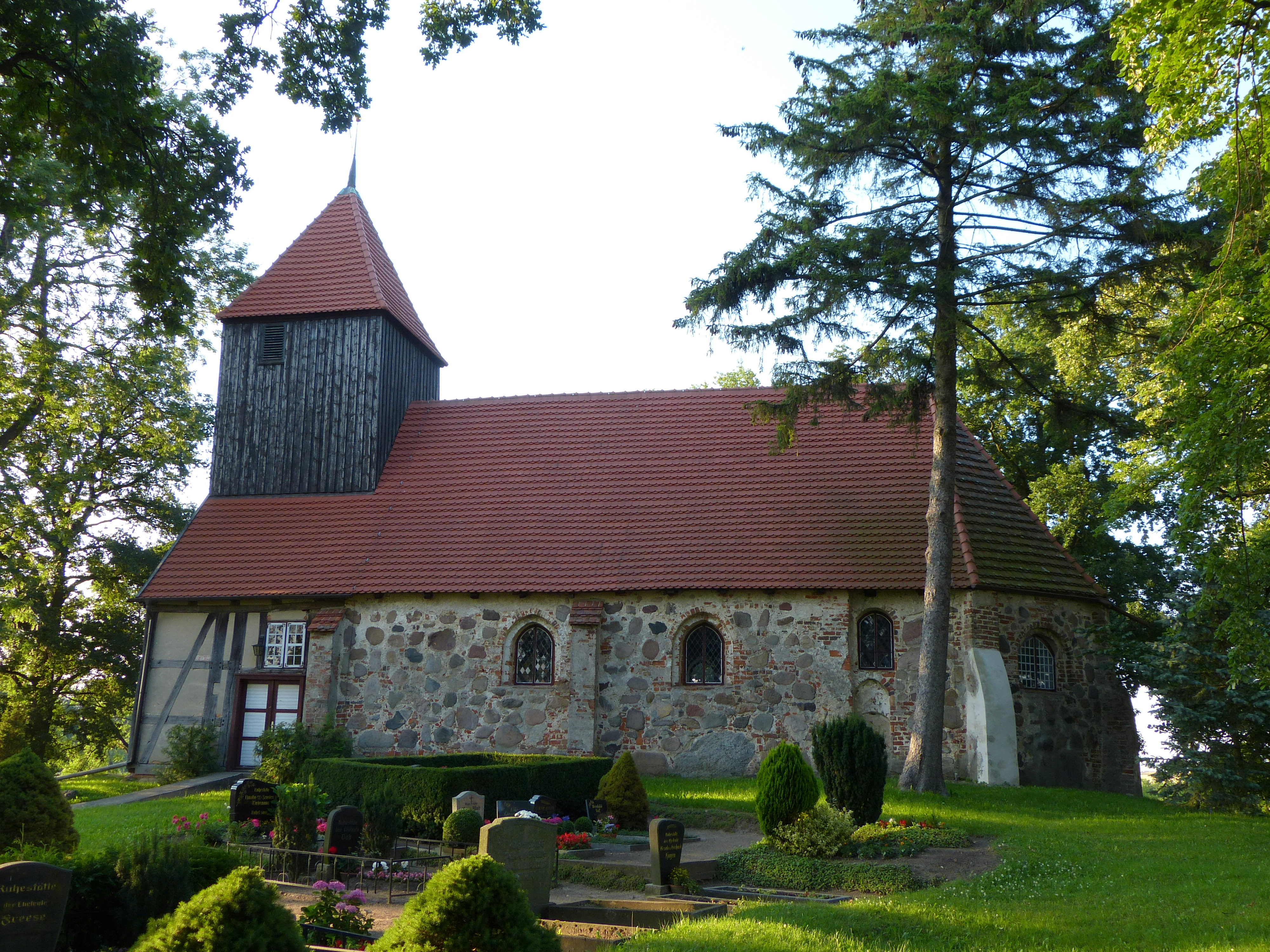
Kirche Schwichtenberg

Die Kirche Schwichtenberg ist ein Kirchengebäude im Ortsteil Schwichtenberg der Gemeinde Borrentin im Landkreis Mecklenburgische Seenplatte. Sie gehört zur Kirchengemeinde Hohenbollentin-Lindenberg in der Propstei Demmin des Pommerschen Evangelischen Kirchenkreises.
Die Kirche stammt aus der ersten Hälfte des 16. Jahrhunderts. Sie wurde auf rechteckigem Grundriss aus Feld- und Backstein errichtet und hat einen polygonalen Ostschluss. Der Dachturm am Westgiebel hat einen Fachwerkunterbau und ist mit Brettern verkleidet.
Die einmanualige Orgel mit sieben Registern wurde 1863 in der Werkstatt von Barnim Grüneberg in Stettin gebaut.
Die Glocke ist auf 1570 datiert und wurde von Johannes de Borch gegossen.